# Коста, Адриен
Адриен Коста (англ. Adrien Costa, род. 19 августа 1997 года в Станфорде, Калифорния, США) — американский шоссейный велогонщик. Двукратный серебряный призёр чемпионатов мира среди юниоров в индивидуальной гонке.
Выступал за континентальную команду «Hagens Berman Jayco», контракт с которой разорвал в июле 2017 года. С августа по декабрь 2016 года проходил стажировку в команде высшего дивизиона «Etixx-Quick Step». 
29 июля 2018 года получил тяжелые травмы после несчастного случая во время занятий альпинизмом. В результате ему была ампутирована правая нога выше колена.

## Достижения
2014
2-й  Чемпионат мира U19 в индивид. гонке
2015
2-й  Чемпионат мира U19 в индивид. гонке
3-й Редлендс Классик
2016
1-й  Тур Бретани
1-й  Молодежная классификация
1-й Этап 4
1-й  Молодежная классификация Триптик де Мон э Шато
1-й Этап 4 (ИГ) Тур Савои–Монблана
2-й Тур Юты
1-й  Горная классификация
1-й  Молодежная классификация
3-й Чемпионат США U23 в индивид. гонке
3-й Тур де л’Авенир
1-й Этап 4 (ИГ)
3-й Рона–Альпы Изер Тур
1-й  Горная классификация